# Lijst van deelnemers aan het complot van 20 juli 1944
De Lijst van deelnemers aan het complot van 20 juli 1944 bevat alle leden die deelnamen aan het Complot van 20 juli 1944, waarbij een aantal Duitse officieren een mislukte aanslag pleegden op Adolf Hitler. Ten minste 7000 mensen werden gearresteerd door de Gestapo, waarvan 4980 mensen werden geëxecuteerd. Maar een klein deel daarvan was daadwerkelijk betrokken bij het complot. De belangrijkste samenzweerders werden als straf "opgehangen als vee". Deze mensen werden opgehangen in de gevangenis van Plötzensee aan een touw dat aan een vleeshaak was gebonden.
Onder de geëxecuteerden waren twee veldmaarschalken, negentien generaals, 26 kolonels, twee ambassadeurs, zeven diplomaten, één minister, drie staatssecretarissen en het hoofd van de Reichskriminalpolizei.

## A
- Kolonel Otto Armster (1891–1957), hoofd van het contraspionage ("Abwehr") station in Wenen, gearresteerd op 23 juli 1944. Hij werd aan het einde van de oorlog bevrijd, maar al snel gearresteerd door de NKVD en vastgehouden tot 1955.

## B

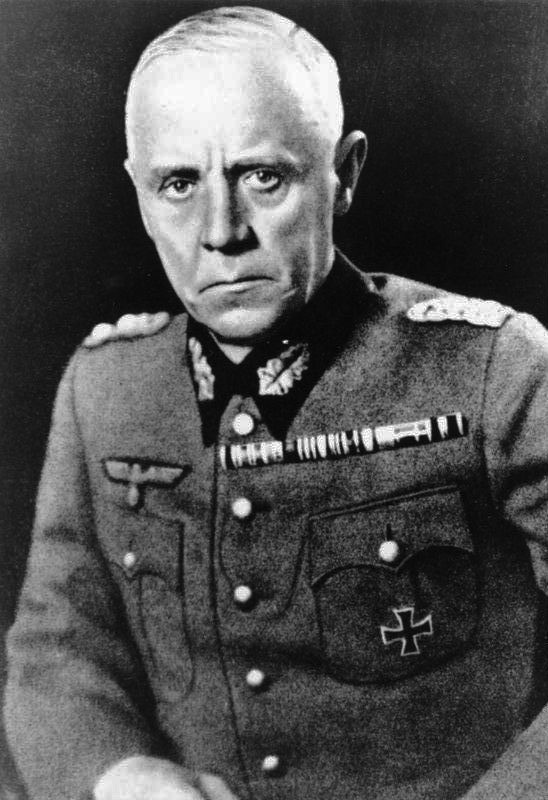
Generaal-kolonel Ludwig Beck

- Generaal-kolonel Ludwig Beck (1880-1944), hoofd van de Duitse Generale Staf; zelfmoord gepleegd nadat het complot gefaald had; zou gearresteerd worden onder gezag van Friedrich Fromm
- Luitenant-kolonel Robert Bernardis (1908–1944); geëxecuteerd op 8 augustus 1944
- Albrecht von Bernstorff, oud-Pruisisch minister van Buitenlandse Zaken (1890–1945); geëxecuteerd door een vuurpeloton bij het Gestapo-hoofdkwartier op 22 april 1945
- Gottfried Graf von Bismarck-Schönhausen, stadhouder van Potsdam (1901–1949); werd later vastgezet in Sachsenhausen, maar overleefde de oorlog
- Majoor Hans-Jürgen von Blumenthal (1907–1944)
- Luitenant-kolonel (Generale Staf) Hasso von Boehmer (1904–1945)
- Luitenant-kolonel Georg von Boeselager, cavalerieofficier (1915–1944)
- Luitenant-kolonel Philipp von Boeselager, cavalerieofficier (1917-2008)
- Eugen Bolz (1881–1945)
- Dietrich Bonhoeffer, luthers predikant en theoloog (1906–1945); geëxecuteerd door de SS op 9 april 1945
- Klaus Bonhoeffer, advocaat (1901–1945); geëxecuteerd door de Gestapo op 22 april 1945
- Randolph von Breidbach-Bürresheim
- Dr. Eduard Brücklmeier, diplomaat (1903–1944)
- Majoor Axel von dem Bussche (1919–1993)

## C
- Oscar Caminecci, boer
- Admiraal Wilhelm Canaris, regime leider van de Abwehr van het Oberkommando der Wehrmacht (1887–1945); opgehangen in het concentratiekamp Flossenbürg op 9 april 1945
- Walter Cramer, industrieel, opgehangen in de Plötzensee gevangenis op 14 november 1944

## D
- Professor Alfred Delp, priester (1907–1945); geëxecuteerd op 2 februari 1945
- Dr. Wilhelm Dieckmann, ambtenaar van het ministerie
- Generaal-majoor Heinrich Graf zu Dohna-Schlobitten (1882-1944); opgehangen op 14 september 1944
- Hans von Dohnányi (1902–1945); gearresteerd voor verraad in 1943; geëxecuteerd op 9 april 1945
- Luitenant Hans Martin Dorsch
- Kapitein Max-Ulrich Graf von Drechsel

## E
- Professor Fritz Elsas
- Luitenant (Generale Staf) Karl-Heinz Engelhorn
- Luitenant-kolonel Hans Otto Erdmann

## F

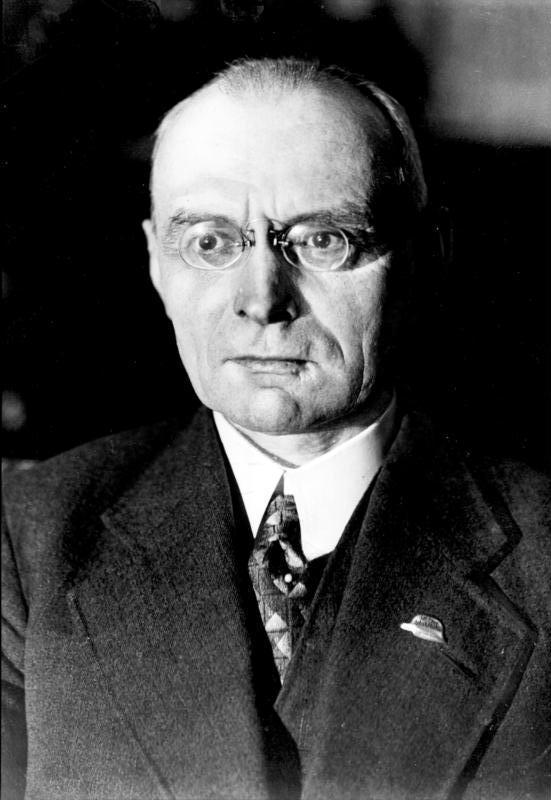
Generaal Alexander von Falkenhausen

- Generaal Alexander von Falkenhausen (1878-1966), sympathisant maar geen deelnemer aan het complot. Hij was militaire bevelhebber van België en Noord-Frankrijk (mei 1940 - 15 juli 1944). Opgepakt na 20 juli en gevangen in Buchenwald en Dachau. Bevrijd door Amerikaanse troepen in Niederdorf op 4 mei 1945. Gevangen tot 1951 op verdenking van oorlogsmisdaden en vrijgelaten vanaf maart 1951, na veroordeling tot twaalf jaar dwangarbeid in België.
- Generaal Erich Fellgiebel, hoofd militaire communicatie (1886–1944), verantwoordelijk voor het verbreken van de communicaties op 20 juli, opgehangen op 10 augustus 1944
- Kolonel (Generale Staf) Eberhard Finckh, hoofd kwartiermeester voor Günther Blumentritt (1899–1944)
- Professor Max Fleischmann
- Advocaat Reinhold Frank (1896-1945); opgehangen op 23 januari 1945
- Ehrengard Frank-Schultz
- Kolonel (Generale Staf) Wessel von Freytag-Loringhoven, (1899–1944), regelde de explosieven voor het complot
- Walter Frick, verkoper
- Generaal-kolonel Friedrich Fromm (1888–1945); was zich bewust van de samenzwering, verried en executeerde de samenzweerders, waaronder Stauffenberg, op 20 juli; werd de volgende dag op bevel van Himmler gearresteerd en op 19 maart 1945 geëxecuteerd door een vuurpeloton voor "lafheid"

## G
- Generaal-majoor Reinhard Gehlen
- Kapitein Ludwig Gehre
- Generaal-majoor Rudolf Christoph Freiherr von Gersdorff (1905–1980), Hoofd inlichtingendiensten voor veldmaarschalk Günther von Kluge, plande een zelfmoordactie, door middel van een bom, voor 21 maart 1943
- Eugen Gerstenmaier (1906–1986)
- Hans Bernd Gisevius (1904–1974), diplomaat
- Erich Gloeden, architect, en Elisabeth Charlotte Gloeden (geb. Kuznitzky), juriste, werden geëxecuteerd door middel van de guillotine op 30 november 1944 in de Plötzensee gevangenis
- Dr. Carl Friedrich Goerdeler (1884–1945), Burgemeester van Leipzig, gearresteerd op 12 augustus 1944 in Konradswalde; opgehangen op 2 februari 1945
- Fritz Goerdeler, gemeentelijke kamerheer en penningmeester van Koningsbergen, broer van Carl Goerdeler, opgehangen in februari 1945
- Luitenant Gereon Karl Goldmann (1916–2003)
- Kolonel (Generale Staf) Helmuth Groscurth
- Nikolaus Gross, journalist (1898–1945)
- Karl Ludwig Freiherr von und zu Guttenberg (1902–1945); regelde de eerste ontmoeting van Carl Goerdeler en Ulrich von Hassell in 1939, gearresteerd door de Gestapo na 20 juli 1944, vermoord op 23–24 april 1945

## H

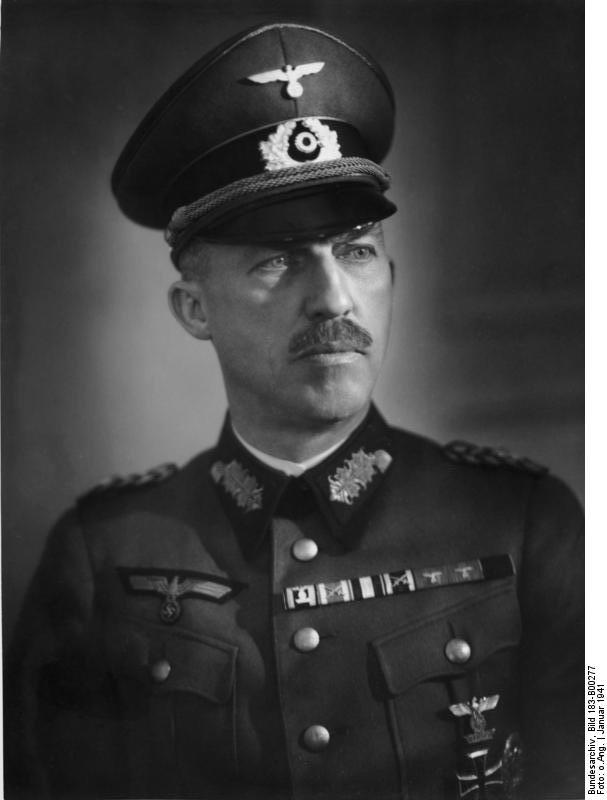
Generaal-luitenant Paul von Hase

- Max Habermann, christelijke leider
- Hans-Bernd von Haeften, ambtenaar in het ministerie van Buitenlandse Zaken (1905-1944); geëxecuteerd op 15 augustus 1944 in de gevangenis van Plötzensee
- Luitenant Werner von Haeften (1908–1944); adjudant van Claus Schenk von Stauffenberg en medesamenzweerder; geëxecuteerd op 20 juli 1944, voor een vuurpeloton in opdracht van generaal Fromm
- Albrecht von Hagen (1904–1944), eerste luitenant en een van de koeriers van de springstoffen, opgehangen op 8 augustus 1944 in de gevangenis van Plötzensee
- Kolonel Kurt Hahn (1901, geëxecuteerd 1944 )
- Nikolaus-Christoph von Halem, winkelier (1905–1944)
- Eduard Hamm, ambtenaar bij het ministerie (1879–1944)
- Kolonel (Generale Staf) Georg Hansen
- Kolonel (Generale Staf) Bodo von Harbow
- Baron Ernst von Harnack
- Generaal-luitenant Paul von Hase, commandant van de 56e Infanterie Divisie en commandant van Berlijn (1885–1944); een van de eerste acht die berecht werd door het Volksgerechtshof; opgehangen op 8 augustus 1944 in de gevangenis van Plötzensee
- Ulrich von Hassell, ambassadeur (1881–1944); geëxecuteerd op 8 september 1944
- Theodor Haubach, SDP politicus
- Professor Albrecht Haushofer; geëxecuteerd door een vuurpeloton bij de Gestapo gevangenis op 23 april 1945
- Majoor (Generale Staf) Egbert Hayessen
- Wolf-Heinrich von Helldorf, hoofd van de Berlijnse politie (1896-1944); geëxecuteerd op 15 augustus 1944 bij de gevangenis van Plötzensee
- Generaal-majoor Otto Herfurth, stafchef van het 3e militaire district; samengewerkt met de samenzweerders en ze later verraden; opgehangen
- Andreas Hermes, minister van Financiën van de Weimarrepubliek (1878–1964)
- Generaal-kolonel Erich Hoepner, commandant van de Panzergruppe 4 (1886–1944); een van de eerste acht die werden opgehangen op 8 augustus 1944 in de gevangenis van Plötzensee
- Kolonel Caesar von Hofacker (1896–1944); zijn getuigenis leidde tot de executie van veldmaarschalk Erwin Rommel
- Majoor Roland von Hößlin
- Wilhelm Konrad Hossë
- Otto Hübener, opgehangen op 21, 22 of 23 april 1945

## J
- Kolonel Friedrich Gustav Jaeger (1895–1944)
- Max Jennewein, technicus
- Professor Jens-Peter Jessen
- Hans John, advocaat
- Otto John (1909–1997)

## K
- Hermann Kaiser, basisschoolleraar
- Jakob Kaiser, mede-oprichter van de CDU (1888-1961)
- Franz Kempner
- Albrecht von Kessel, diplomaat
- Otto Kiep, diplomaat (1886–1944), geëxecuteerd op 23 augustus 1944 in de gevangenis van Plötzensee
- Georg Conrad Kißling, boer
- Luitenant Kolonel Bernhard Klamroth, opgehangen op 15 augustus 1944 in de gevangenis van Plötzensee
- Majoor Hans Georg Klamroth (1898–1944), opgehangen op 26 augustus 1944 in de gevangenis van Plötzensee
- Kapitein Friedrich Karl Klausing (1920–1944), opgehangen op 8 augustus 1944 in de gevangenis van Plötzensee
- Ewald von Kleist-Schmenzin, diplomaat (1890–1945) geëxecuteerd op 16 april 1945
- Luitenant Ewald-Heinrich von Kleist-Schmenzin (1922-2013), de laatst overlevende persoon van het complot van 20 juli 1944
- Majoor Gerhard Knaack
- Dr. Hans Koch, advocaat (1893–1945)
- Heinrich Körner, unieleider
- Luitenant commandeur Alfred Kranzfelder
- Richard Kuenzer, raadslid
- Majoor Joachim Kuhn, (1913–1994)
- Elisabeth Kuznitzky, (geb. Liliencron) geëxecuteerd onder de guillotine op 30 november 1944 in de gevangenis van Plötzensee

## L
- Luitenant-kolonel Fritz von der Lancken, hoofdmeester van een kostschool, geëxecuteerd op 29 september 1944 in de gevangenis van Plötzensee
- Carl Langbehn, advocaat
- Dr. Julius Leber, sociaaldemocratische politicus (1891–1945)
- Heinrich Graf von Lehndorff-Steinort, landeigenaar; geëxecuteerd op 4 september 1944
- Syndic Dr. Paul Lejeune-Jung (1882–1944), geëxecuteerd op 8 september 1944 in de gevangenis van Plötzensee
- Majoor Ludwig Freiherr von Leonrod
- Bernhard Letterhaus, leider van de katholieke werkersgemeenschap (1894–1944)
- Franz Leuninger, voormalige secretaris-generaal van de Christelijke Metaalwerkers Associatie
- Wilhelm Leuschner, minister van Binnenlandse Zaken van Hessen, geëxecuteerd op 29 september 1944 in de gevangenis van Plötzensee
- Generaal van de artillerie Fritz Lindemann, leider van de 132e Infanterie Divisie
- Kolonel (Generale Staf) Hans Otfried von Linstow
- Paul Löbe (1875–1967)
- Ewald Loeser (1888–1970)
- Ferdinand von Lüninck, gouverneur
- Wilhelm Graf zu Lynar

## M
- Hermann Maaß, sociaaldemocraat, geëxecuteerd op 20 oktober 1944 in de gevangenis van Plötzensee
- Kolonel Rudolf von Marogna-Redwitz, geëxecuteerd op 12 oktober 1944 in de gevangenis van Plötzensee
- Karl Marks, handelaar
- Michael Graf von Matuschka, geëxecuteerd op 14 september 1944 in de gevangenis van Plötzensee
- Kolonel Joachim Meichßner, geëxecuteerd op 29 september 1944 in de gevangenis van Plötzensee
- Luitenant-kolonel (Generale Staf) Karl Michel
- Carlo Mierendorff, SPD (1897–1943)
- Joseph Müller, geëxecuteerd op 11 september 1944 in de gevangenis van Brandenburg-Gőrden
- Dr. Otto Müller, prelaat
- Herbert Mumm von Schwarzenstein,
- Luitenant-kolonel Ernst Munziger

## N

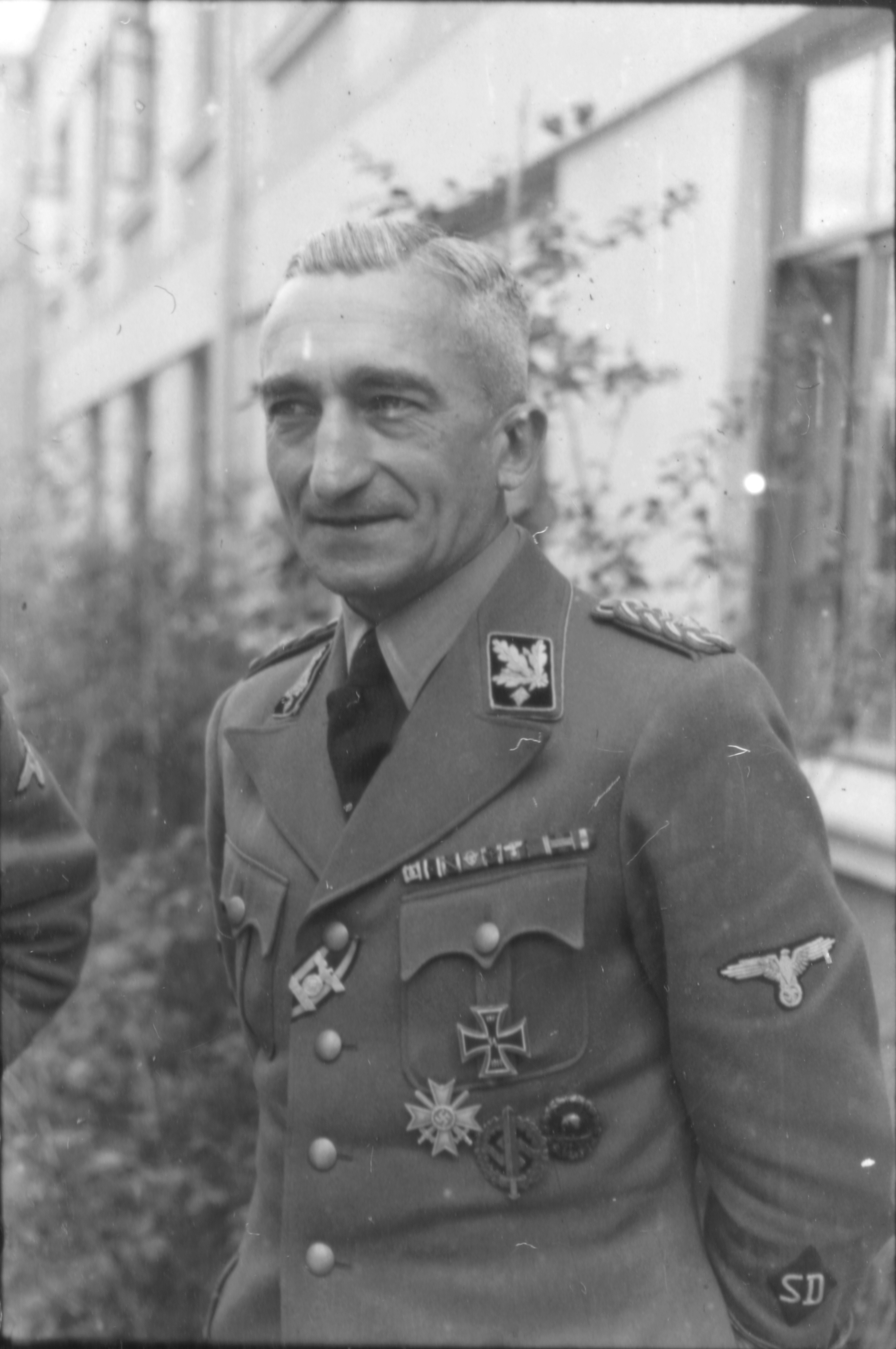
Arthur Nebe

- Arthur Nebe, hoofd van de nationale politie (1894-1945); geëxecuteerd op 21 maart 1945 in de gevangenis van Plötzensee
- Wilhelm zur Nieden, doodgeschoten door de Gestapo op 23 april 1945

## O
- Majoor (Generale Staf) Hans-Ulrich von Oertzen
- Generaal Friedrich Olbricht (1888-1944); geëxecuteerd in opdracht van kolonel-generaal Fromm
- Brigadier-generaal Hans Oster (1887-1945); opgehangen bij Flossenburg samen met admiraal Canaris op 9 april 1945

## P
- Friedrich Justus Perels, adviseur van de Bekennende Kirche
- Erwin Planck, voormalig onder staatssecretaris, zoon van Max Planck
- Freiherr von Plettenberg, gevolmachtigd minister van het voormalige Huis Hohenzollern (31 januari 1891 – 10 maart 1945; zelfmoord in arrest bij de Gestapo)
- Dr. Johannes Popitz, Pruisische minister van Financiën (1884-1945); geëxecuteerd op 2 februari 1945 in de gevangenis van Plőtzensee

## Q
- Kolonel Albrecht Mertz von Quirnheim (1905–1944); geëxecuteerd in opdracht van kolonel-generaal Fromm op 20 juli 1944

## R
- Cuno Raabe, advocaat (1888–1971)
- Generaal Friedrich von Rabenau, geëxecuteerd op 15 april 1945 in het concentratiekamp Flossenbŭrg
- Luitenant-kolonel (Generale Staff) Karl Ernst Rathgens
- Professor Adolf Reichwein, sociaaldemocraat, geëxecuteerd op 20 oktober 1944 in de gevangenis van Plötzensee
- Kolonel Baron Alexis Freiherr von Roenne, geëxecuteerd op 12 oktober 1944 in de gevangenis van Plötzensee
- Generaal-veldmaarschalk Erwin Johannes Eugen Rommel (1891-1944); 14 oktober 1944, was verdacht van het weten over het complot, werd gedwongen zelfmoord te plegen door Hitler

## S
- Karl Sack (1896–1945); geëxecuteerd op 9 april 1945 in het concentratiekamp Flossenbürg
- Luitenant-kolonel (Generale Staf) Joachim Sadrozinski
- Anton Saefkow
- Majoor Hans-Viktor Graf von Salviati
- Eerste luitenant Fabian von Schlabrendorff, na de oorlog lid van de Federale Constitutionele Rechtbank (1907–1980)
- Professor Rüdiger Schleicher, doodgeschoten op 23 april 1945 in Berlijn
- Ernst Wilhelm Schneppenhorst, voormalig minister van Oorlog
- Friedrich Scholz-Babisch, boer, geëxecuteerd op 13 oktober 1944 in de gevangenis van Plötzensee
- Kolonel Hermann Schöne
- Luitenant-Kolonel Werner Schrader
- Friedrich-Werner von der Schulenburg, ambassadeur (1875-1944); geëxecuteerd op 10 november 1944
- Fritz-Dietlof von der Schulenburg, opgehangen op 10 augustus 1944
- Kolonel (Generale Staf) Georg Schultze-Büttger
- Ludwig Schwamb, sociaaldemocraat, geëxecuteerd op 23 januari 1945 in de gevangenis van Plötzensee
- Ulrich Wilhelm Graf Schwerin von Schwanenfeld, landeigenaar
- Hans-Ludwig Sierks, lokaal ambtenaar
- Luitenant-kolonel (Generale Staf) Günther Smend, geëxecuteerd op 8 september 1944 in de gevangenis van Plötzensee
- Generaal Hans Speidel, Rommel's stafchef, later aanvoerder van de NATO grondmacht (1897–1984)
- Franz Sperr, legate, geëxecuteerd op 23 januari 1945 in de gevangenis van Plötzensee
- Kolonel Wilhelm Staehle
- Berthold Schenk von Stauffenberg, advocaat en broer van kolonel Claus von Stauffenberg (1905-1944); opgehangen op 10 augustus 1944
- Kolonel (Generale Staf) Claus Schenk von Stauffenberg en broer van Berthold Schenk von Stauffenberg (1907-1944); doodgeschoten op 21 juli 1944 bij Bendlerblock
- Kolonel (Generale Staf) Hans-Joachim Freiherr von Steinaecker
- Generaal-majoor Helmuth Stieff, geëxecuteerd op 8 augustus 1944 in de gevangenis van Plötzensee
- Theodor Strünck, advocaat
- Kolonel-Generaal Carl-Heinrich von Stülpnagel, geëxecuteerd op 30 augustus 1944 in de gevangenis van Plötzensee
- Majoor Carl Szokoll

## T
- Luitenant-kolonel Gustav Tellgmann
- Elisabeth von Thadden, hoofd van een kostschool, geëxecuteerd op 8 september 1944 in de gevangenis van Plötzensee
- Luitenant-generaal Fritz Thiele, geëxecuteerd op 4 september 1944 in de gevangenis van Plötzensee
- Majoor Busso Thoma, geëxecuteerd op 23 januari 1945 in de gevangenis van Plötzensee
- Generaal Georg Thomas
- Generaal Karl Freiherr von Thüngen
- Luitenant-kolonel Gerd von Tresckow
- Generaal-majoor Henning von Tresckow (1901-1944); zelfmoord op 21 juli 1944
- Adam von Trott zu Solz, diplomaat, geëxecuteerd op 26 augustus 1944 in de gevangenis van Plötzensee

## U
- Voormalig kolonel Nikolaus Graf von Üxküll-Gyllenband, geëxecuteerd op 14 september 1944 in de gevangenis van Plötzensee

## V
- Fritz Voigt, hoofd van de politie van Breslau, geëxecuteerd op 1 maart 1945 in de gevangenis van Plötzensee
- Luitenant-kolonel Hans-Alexander von Voss

## W

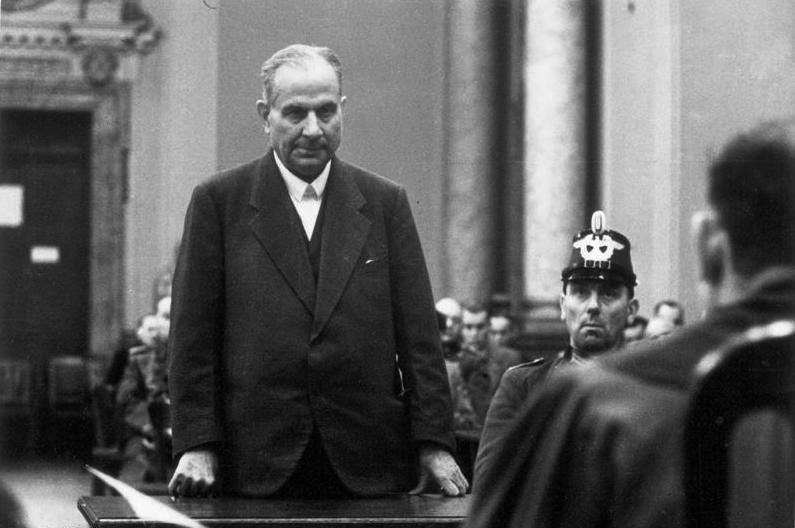
Carl Wentzel in het Volksgerichtshof

- Kwartiermeester generaal van het leger Eduard Wagner
- Kolonel Siegfried Wagner
- Parochievicaris Hermann Josef Wehrle, geëxecuteerd op 14 september 1944 in de gevangenis van Plötzensee
- Carl Wentzel, geëxecuteerd op 20 december 1944 in de gevangenis van Plötzensee
- Joachim von Willisen, boswachter
- Josef Wirmer, advocaat, geëxecuteerd op 8 september 1944 in de gevangenis van Plötzensee
- Oswald Wiersich, vakbondsleider, geëxecuteerd op 1 maart 1945 in de gevangenis van Plötzensee
- Veldmaarschalk Erwin von Witzleben (1881-1944); geëxecuteerd op 8 augustus 1944 in de gevangenis van Plötzensee

## Y
- Peter Yorck von Wartenburg, geëxecuteerd op 8 augustus 1944 in de gevangenis van Plötzensee

## Z
- Generaal Gustav Heistermann von Ziehlberg, aanvoerder van de 28e Jäger-divisie